# 5 juin 1914
Le 5 juin 1914 est le 156e jour de l'année 1914 du calendrier grégorien. Il s'agit d'un vendredi.

## Événements
- Bunji Okada devient gouverneur de la Sakhaline du sud.
- Le président de la Narodna Odbrana ("Défense du peuple"), organisation nationaliste serbe implantée dans la Bosnie-Herzégovine austro-hongroise remet un rapport au premier ministre du royaume de Serbie, Nikola Pašić sur la préparation de l'attentat de Sarajevo. Ce document constitue l'une des principales sources historiques sur les coulisses de l'événement déclencheur de la Première Guerre mondiale[1].
- Le même jour, l'ambassadeur serbe Jovan Jovanović - Pižon (sl) rencontre à Vienne le ministre austro-hongrois de Bosnie-Herzégovine, Leon Biliński, et tente vainement de l'avertir de l'attentat qui menace l'archiduc François-Ferdinand d'Autriche s'il se rend à Sarajevo[2].

## Naissances
- George D. Painter (mort le 8 décembre 2005), biographe de Marcel Proust.
- Pierre Louis Dekeyser (mort le 1er septembre 1984), zoologue français.
- Rose Hill (morte le 22 décembre 2003), actrice et soprano anglaise.

## Décès
- Hubert Heron (né le 30 janvier 1852), footballeur anglais